# Ella Øverbye
Ella Øverbye, född 10 november 2004, är en norsk skådespelare.
Ella Øverbye är bland annat utbildad vid Hartvig Nissens skole. Hon slog igenom som skådespelare i filmen Barn där hon spelade Lykke, en av huvudrollerna. I filmen Drömmar spelade hon Johanne också det en av huvudrollerna. I kommande TV-serien Flykten från Bolivia spelar hon återigen en av huvudrollerna.

## Filmografi (i urval)
- 2019 – Barn
- 2024 – Drömmar
- 2025 – Flykten från Bolivia (TV-serie)